# جوینوریک۳۶۰
جُوینوریک۳۶۰ یا چی‌اُوپتیک۳۶۰ پویانمایی‌های سه بعدی گردان یا توالی‌های ویدئویی خاص درون یک هرم شفاف چهاروجهی را نمایش می‌دهد. این دستگاه در سال ۲۰۰۴ توسط مهندسان و طراحان هلندی ورامبول توسعه یافت.

## دستگاه
تصویر بر اساس بازتابش‌های آینه است. از فولاد، آلومینیوم و شیشه ساخته شده‌است. اغلب برای محیط‌های خرده فروشی و نمایشگاه‌ها استفاده می‌شود. برای نشان دادن تصاویر ۳۶۰ درجه در هر شرایط نوری شناخته شده‌است. این تصاویر را با نمایش اشیا در یک محفظه شیشه‌ای هرمی ایجاد می‌کند.